# Picnic of Love
Picnic of Love (с англ. — «Пикник любви») — пятый полноформатный студийный альбом американской грайндкор-группы Anal Cunt, выпущен 21 июля 1998 года.

## Об альбоме
Picnic of Love был выпущен в качестве шутки и пародии на песни о любви, а также на саму группу. Альбом характеризуется противоположностью всему, что группа представляет. В то время как нормальные альбомы Anal Cunt состоит из сорока до пятидесяти треков (большинство из которых длятся менее минуты), альбом Picnic of Love содержит только одиннадцать сравнительно длинных треков. Типичные искажённые гитары и брутальный скриминг, использующийся в обычных песнях Anal Cunt заменен мягким звучанием с акустической гитарой и пением фальцетом Путнама. Наиболее очевидным изменением является лирическое содержание альбома: все песни о любви и «разных» сладких вещах.

## Список композиций
1. «Picnic of Love» — 2:17
2. «I Respect Your Feelings as a Woman and a Human» — 2:04
3. «I Wanna Grow Old with You» — 2:51
4. «Saving Ourselves for Marriage» — 3:07
5. «Greed Is Something We Don’t Need» — 3:13
6. «Sorry I’m Not That Kind of Boy» — 2:38
7. «I Couldn’t Afford to Buy You a Present (So I Wrote You This Song)» — 3:27
8. «I’d Love to Have Your Daughter’s Hand in Marriage» — 1:51
9. «My Woman, My Lover, My Friend» — 3:29
10. «Waterfall Wishes» — 3:16
11. «In My Heart There’s a Star Named After You» — 3:27

## Участники записи
- «Чувствительный» (Сет Путнам) — вокал, гитара, клавишные
- Эллисон Данн — вокал (1, 5)
- «Джентльмен» (Джош Мартин) — акустическая гитара

### Продакшн
- Майк Ливингстон — запись, инженеринг, микширование
- Сет Путнам — микширование